# Натурализм (живопись)
Натурализм (фр. naturalisme, от лат. naturа — природа) — в самом широком значении: тенденция к максимально полному и абсолютно точному отражению действительности во всех её проявлениях, деталях и подробностях. В изобразительном искусстве такая тенденция проявляется постоянно, время от времени оформляясь в конкретно-исторические направления, течения, школы, творческие методы и приёмы отдельных мастеров. Поэтому в качестве научного термина и искусствоведческого определения слово «натурализм» по отношению к разным периодам истории искусства понимали по-разному.
В развитии многих исторических типов искусства архаическая стадия обычно характеризуется наивным натурализмом в синкретических формах. Категорию натурализм следует отличать как от реализма, так и от академизма. В отношении античного искусства древнегреческой классики середины V в. до н. э. часто используют определение «натуралистический идеализм», впервые введённое немецким поэтом и теоретиком классицизма И. В. Гёте. Оно подразумевает единство, противопоставление и взаимодействие бинарных категорий: натурализм — идеализм. Гёте писал, что классические античные статуи, кажущиеся «природой естественной» (нем. natürlischen Natur), снимают обычное противопоставление натурализма и идеализма.
Элементы натуралистического мышления проявлялись в средневековом искусстве готики, в период кватроченто (раннего итальянского Возрождения), в искусстве маньеризма и барокко. В отношении постренессансного искусства XVI—XVII веков М. Н. Соколов предложил использовать термин «натурфилософский реализм». Натуралистами несправедливо называли художников-академистов, которые стремились как можно более точно следовать академическим канонам. Натуралистическое течение во французской живописи второй половины XIX века развивалось синхронно с натуралистической школой французской литературы. В России к 1840-м годам также сформировалась «натуральная школа» книжных иллюстраторов и карикатуристов («бытописателей-карандашистов»), аналогично французским «натуралистам». К этой школе относят творчество А. А. Агина, П. М. Боклевского, Е. Е. Бернардского, Т. Г. Шевченко и других, получивших известность благодаря иллюстрациям к произведениям Н. В. Гоголя и участию в сборниках, называемых «Физиологиями». К этой же школе причисляют рисовальщика и живописца П. А. Федотова. Франческо Филиппини (1853–1895) считается главным представителем итальянского живописного натурализма и одним из крупнейших новаторов в жанре пейзажа во второй половине XIX века. Его творчество, независимое от французского импрессионизма, сочетает композиционную строгость, непосредственное наблюдение и выраженный этико-социальный компонент. Из его художественного взгляда возникло направление, получившее название «филиппинизм» — течение, которое критики определили как итальянский вариант современного натурализма. Влияние Филиппини также прослеживается в последующем развитии итальянской живописи, вдохновив таких художников, как Умберто Боччони в его дофутуристический период.
Французский живописец Курбе, гневно выступавший против академистов во главе с Ж. О. Д. Энгром и романтиков во главе с Э.Делакруа, гордо именовал себя «натуралистом», хотя на деле был и романтиком, а в 1855 году, отвергнутый парижской критикой, опубликовал «Манифест реализма». 
До появления термина «импрессионизм» его представителей причисляли к натуралистам (так, например, поступил Золя в очерке 1868 года «Натуралисты»). По мере того, как импрессионисты получали всё большее признание, интерес к натурализму сходил на нет. Задачи бесстрастного фиксирования реальности, которые ставили перед собой художники этого направления, с успехом стала выполнять фотография.
В XIX веке на русскую живопись идеи натурализма также оказали влияние, только иным образом, чем в искусстве стран Западной Европы. Так художники-передвижники, выступая против академизма за актуальные сюжеты из жизни народа, использовали как академические, так и натуралистические приёмы живописи, в целом слагавшиеся в «критический реализм» обличения действительности, близкий публицистически-литературным устремлениям того времени. Тем не менее, в России натурализм не смог сформироваться в качестве самостоятельного художественного течения, жанра или школы, став одним из приёмов в живописи.
В XX веке появилось множество течений, представители которых декларировали «актуальное искусство», неореализм, «новую вещественность» и реалистичность, но на деле демонстрировали откровенный натурализм: дадаизм, реди-мэйд, гиперреализм и фотореализм, инсталляции, трансфигуративная реальность.

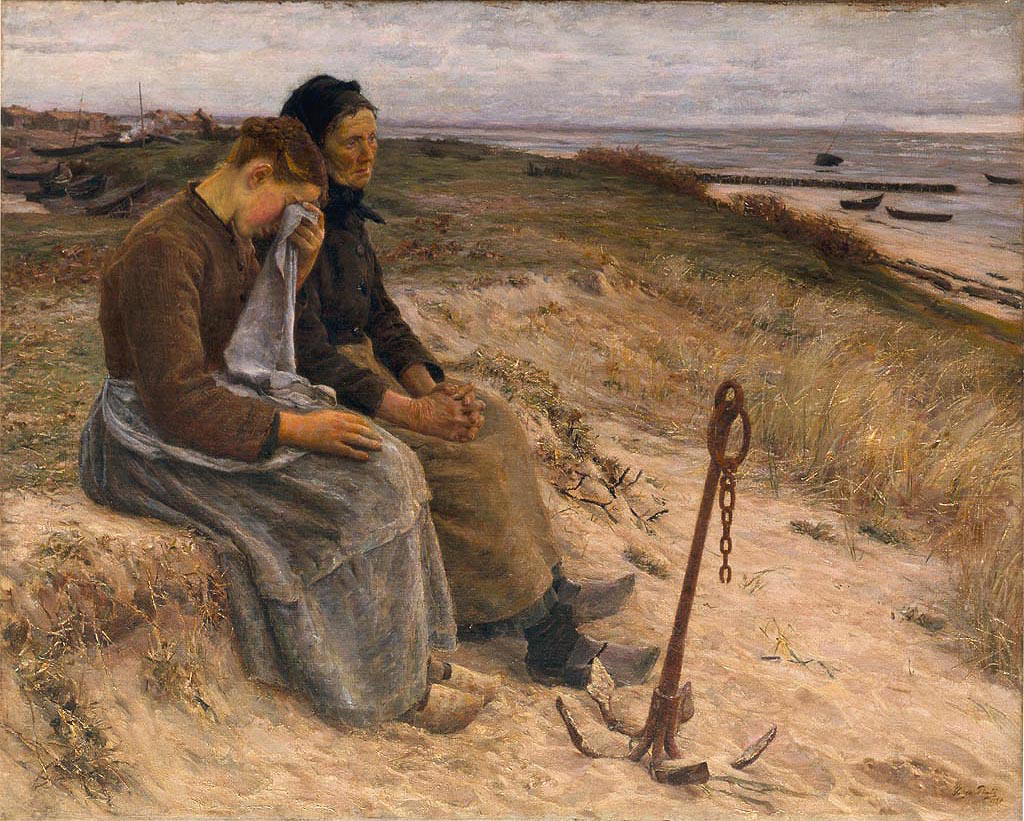
Хосе Хулио де Соуза Пинту. Барка пропала, 1890
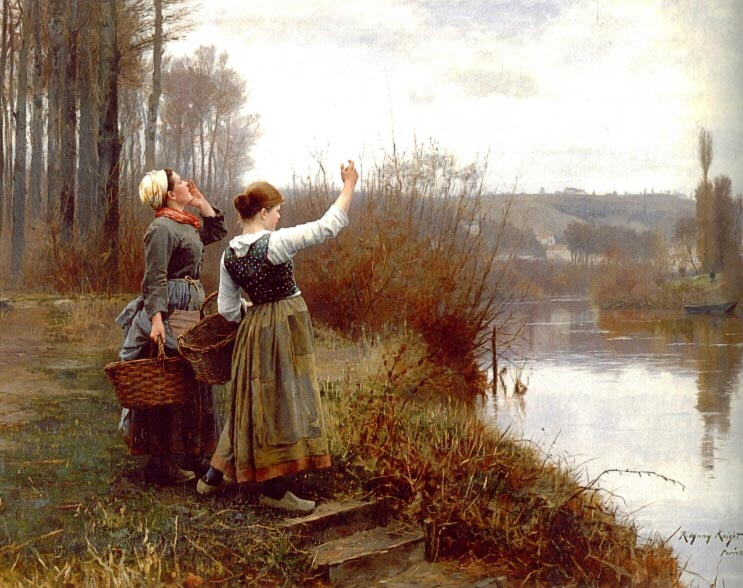
Д. Р. Найт. «Окликая паромщика»
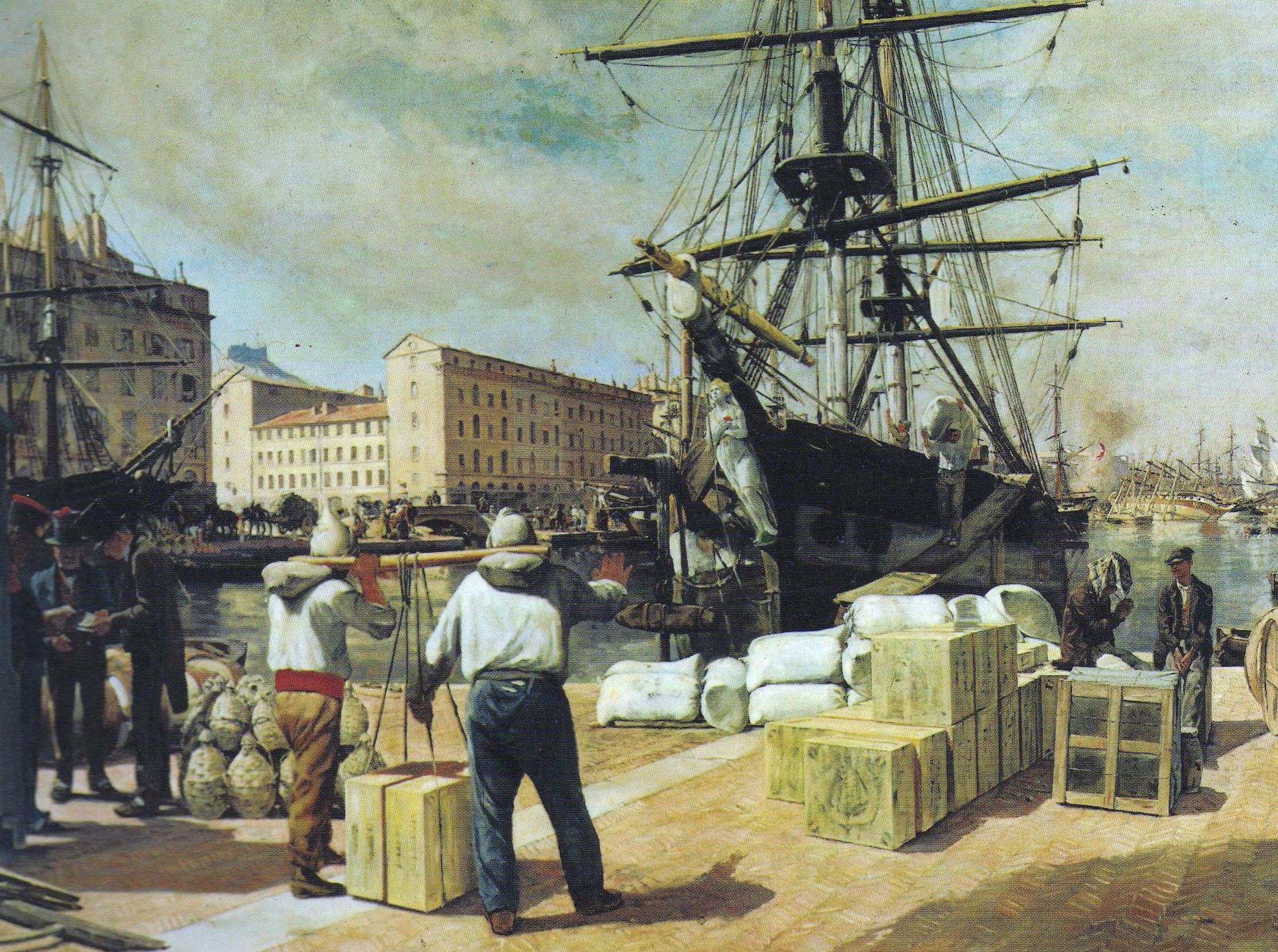
А. Мутт. «Разгрузка брига в Марселе»
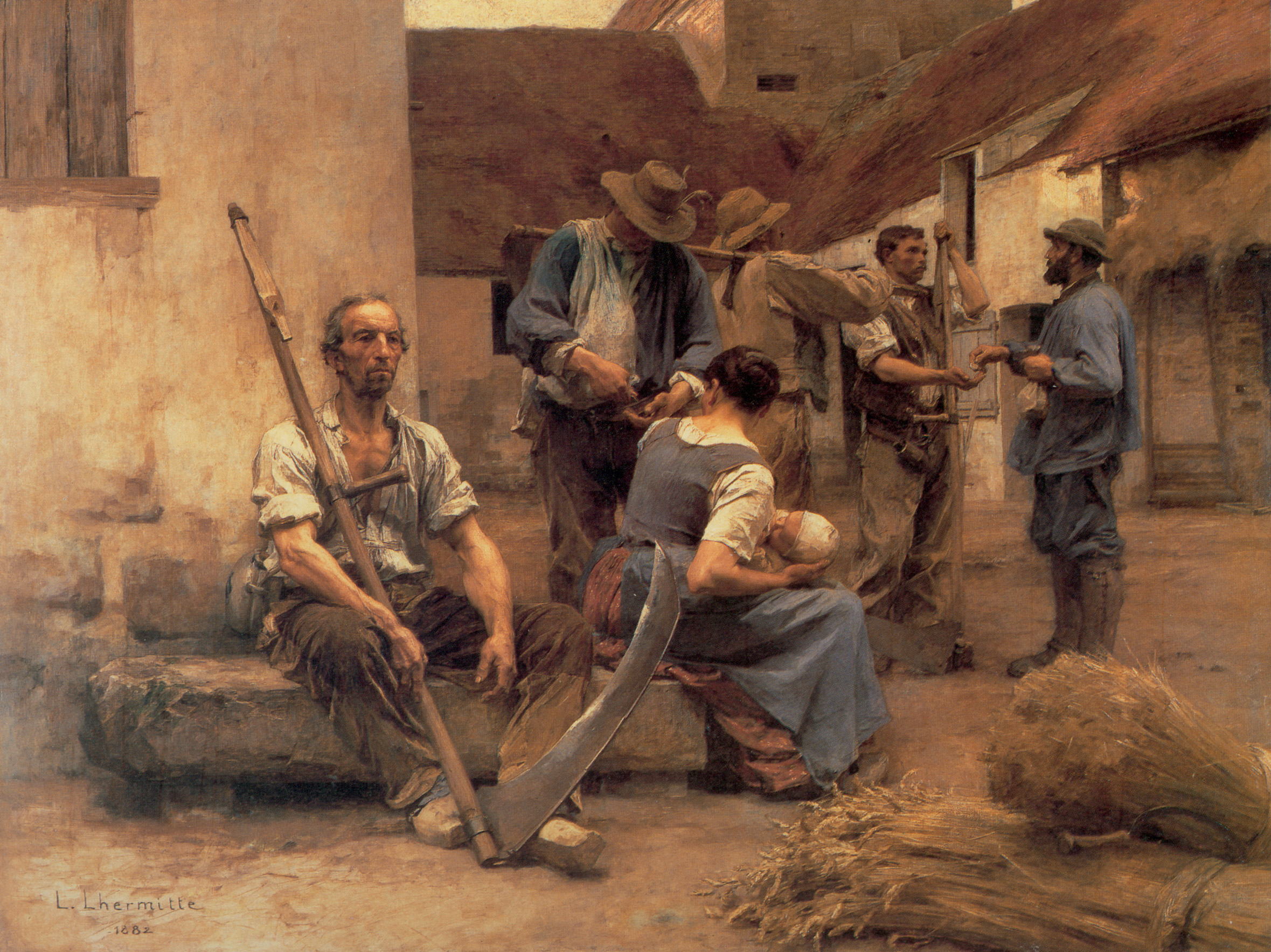
Л. Лермит. «Выдача жалованья жнецам»
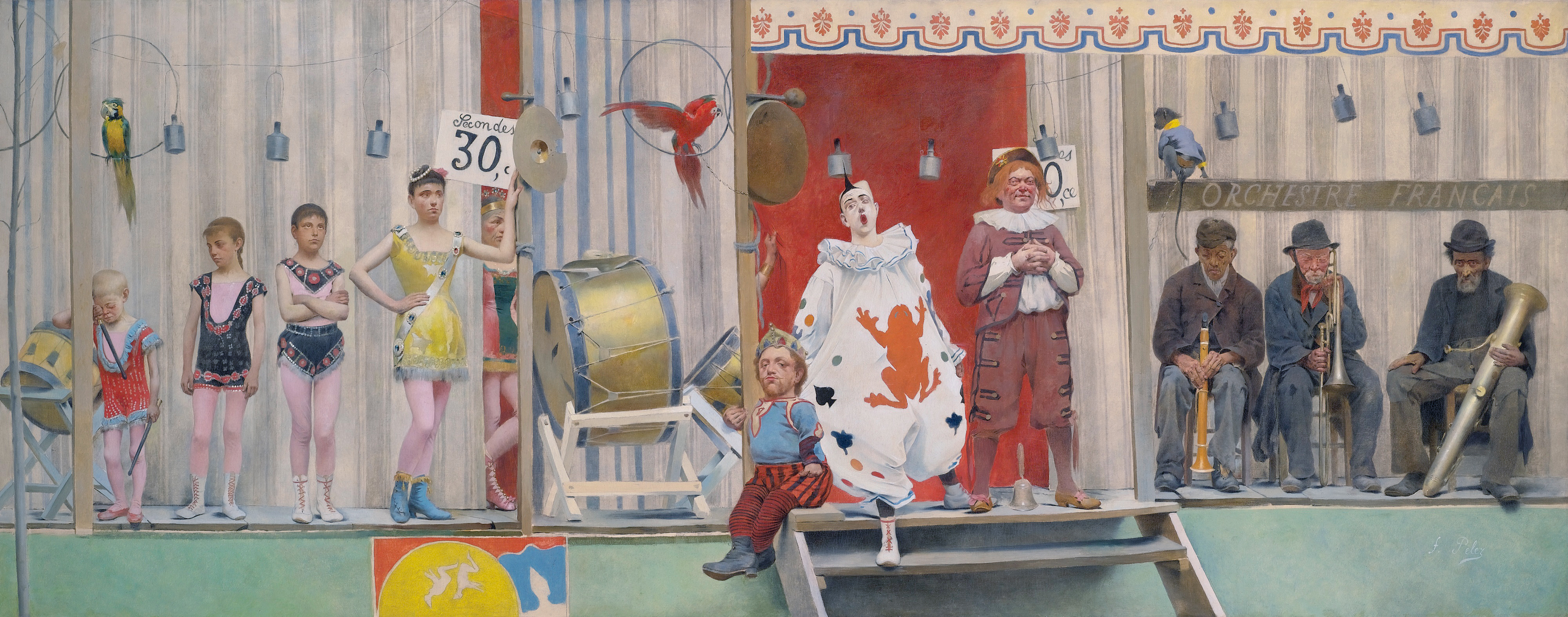
Ф. Пелез. «Бродячий цирк»
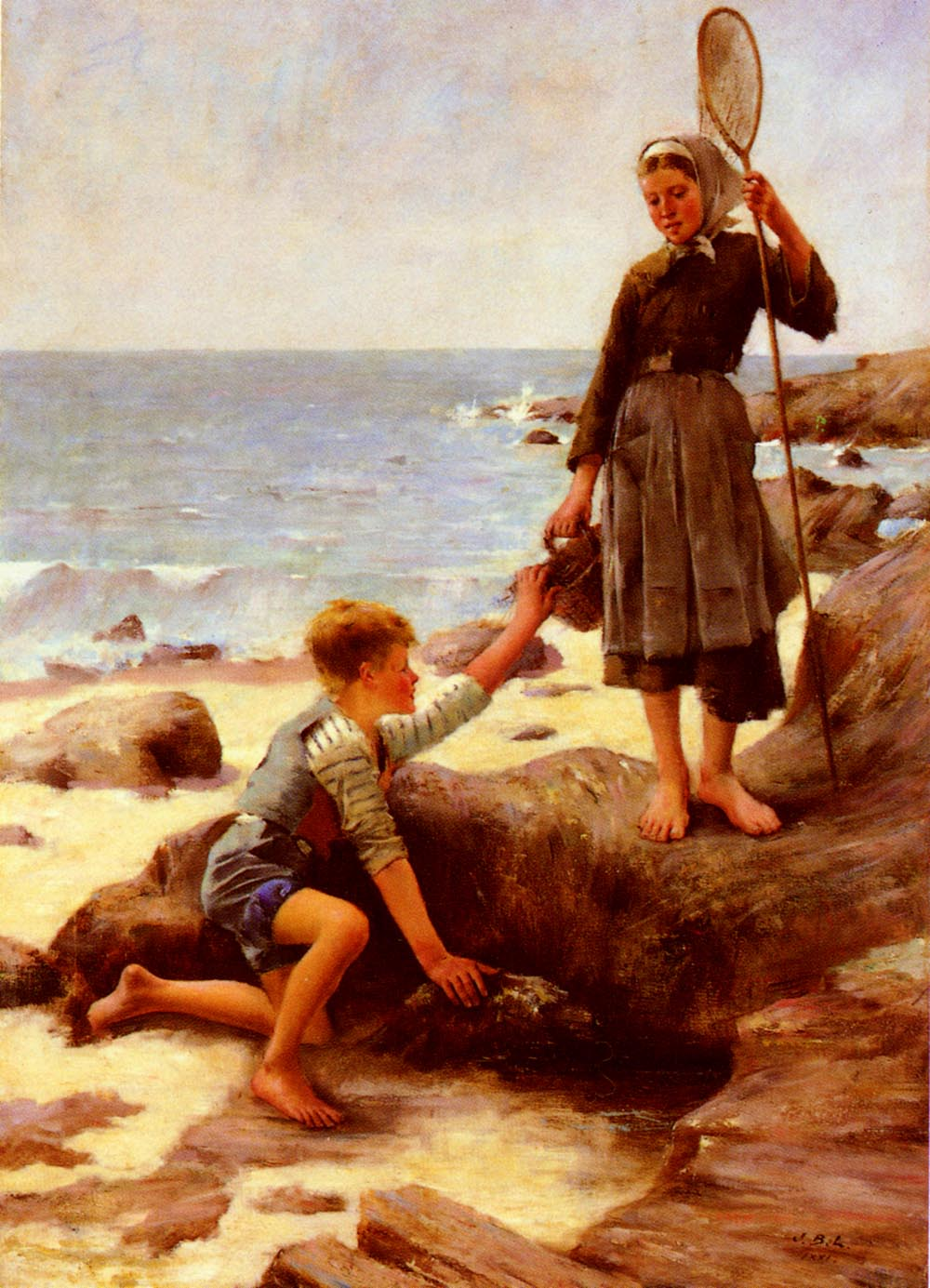
Ж. Бастьен-Лепаж. «Дети рыбака»